# Образование в Черногории
Образование в Черногории регулируется Министерством образования и науки при Правительстве Черногории. Система образования Черногории организована следующим образом: Дошкольное воспитание и образование, Основное образование и воспитание (серб. основна школа / osnovna škola),Среднее общее образование (гимназии), Специальное образование, Воспитание и образование лиц с особыми образовательными потребностями, Образование взрослых и Высшее образование. Каждый уровень образования регулируется отдельными законами, в то время как Закон об общем образовании и воспитании распространяется на всю систему образования.

## История
В 1875 году в Даниловграде было открыто сельскохозяйственное училище, закрытое спустя два года из-за начавшейся войны против Турции. В 1880 году открылась первая классическая гимназия для V—VIII классов, а в 1893 году ещё одно сельскохозяйственное училище открылось в Подгорице. В 1902 году первая черногорская гимназия стала гимназией уже для классов с IX по XII. К 1899 году в Черногории насчитывалось 75 общественных и 26 частных школ.

## Система образования
Система образования едина по всей стране. В учебный план входят курсы истории и культуры всех коренных народов, обучение ведётся на черногорском (сербском, боснийском или хорватском), а в некоторых школах, где большую часть составляют этнические албанцы, и на албанском. Среднее образование учащиеся получают в государственных школах, финансируемых за счёт государства. Обучение, согласно закону, должно вестись на черногорском языке: в декабре 2008 года министр образования Сретен Шкулетич потребовал обеспечить издание всех школьных учебников и словарей на черногорском языке.

### Начальная школа
В начальной школе учатся дети от 6 до 14 лет, образование бесплатное (девятилетняя программа обучения).

### Средняя школа
Средние школы делятся на три типа, дети выбирают одну из них в зависимости от их оценок и выбора:
- Гимназия (серб. gimnazija) — 4 года обучения, общее образование. Подготовительный этап к поступлению в колледж, наиболее престижная школа.
- Школа (серб. stručna škola) — 3 или 4 года обучения, студенты обучаются конкретной специальности, но получают в целом общее образование.
- Профессиональное училище (серб. zanatska škola) — 3 года обучения, узкоспециализированное образование.

### Высшее образование
Высшее образование получают в университетах и академиях искусств, где есть программа «высшего» (серб. više obrazovanje) и «высокого» (серб. visoko obrazovanje) образования. Обучение длится от 4 до 6 лет, выпускник получает степень бакалавра гуманитарных или естественных наук. Обучение в «высшей школе» (серб. viša škola) длится от двух до 4 лет.
Выпускникам предлагаются также программы магистратуры и аспирантуры по соответствующим специальностям.
| - Диплом об окончании средней школы (серб. Diploma o Završenoj Srednjoj Školi) - Диплом о высоком образовании (серб. Diploma Visokog Obrazovanja), бакалавриат - Магистр наук (серб. Magistar Nauka), магистратура - Доктор наук (серб. Doktor Nauka) | - Университет Черногории (общественный) - Университет Медитерран (частный) - Университет Доня-Горицы (частный) |